# Alepidea amatymbica
Alepidea amatymbica är en växtart i släktet Alepidea och familjen flockblommiga växter. Den beskrevs av Christian Friedrich Frederik Ecklon och Carl Ludwig Philipp Zeyher 1837.
Arten är en två- eller flerårig ört som förekommer i Sydafrika.

## Varieteter
Alepidea amatymbica har tre varieteter:
- A. amatymbica var. amatymbica
- A. amatymbica var. aquatica
- A. amatymbica var. microbracteata